# الدوري السويدي لكرة القدم للسيدات

الدوري السويدي لكرة القدم للسيدات هو أعلى دوري لكرة القدم النسائية في السويد.يتأهل أول 3 فرق إلى دوري أبطال أوروبا للسيدات.